# 石田名香雄
石田 名香雄（いしだ なかお、1923年〈大正12年〉3月6日 - 2009年〈平成21年〉12月4日）は、日本の医学者、ウイルス学者。元東北大学学長。仙台市名誉市民。二男は分子生物学者の石田直理雄。

## 人物
新潟県上越市生まれ。旧制仙台一中、旧制二高、東北帝国大学医学部卒業。ウイルスベクターとして知られるセンダイウイルス、また、制癌抗生物質ネオカルチノスタチンを発見した。野口英世記念医学賞、日本学士院賞などを受賞。お酒が好きなことで知られており、利酒が趣味だった。学生に抜群の人気があった。

## 略歴
- 1946年 - 東北帝国大学医学部卒業
- 1951年 - 東北大学医学博士[2]
- 1953年 – センダイウイルスを発見

ミシガン大学ウイルス研究所留学
- 1960年 - 東北大学医学部教授（細菌学講座）
- 1965年 - 制癌抗生物質ネオカルチノスタチンを発見
- 1975年 - 東北大学医学部長
- 1983年 - 東北大学学長
- 1989年 - 東北大学名誉教授

## 受賞・栄典
- 1980年 - 野口英世記念医学賞
- 1987年 - 日本学士院賞（センダイウイルスの発見及びその構造と機能に関する研究） [3]
- 1996年 – 勲一等瑞宝章[4]

## 主な著書
和文の編著作
- 宮川正澄、三橋進、石田名香雄 編『実験感染学』朝倉書店、1967年。
- 石田名香雄、沼崎義夫編 編『ウイルスの今日的意味』医薬ジャーナル社、1990年。ISBN 475321284X。

英文の編著作
- Maeda, H.; Edo, K.; Ishida, N., eds (1997). Neocarzinostatin: the past, present, and future of an anticancer drug. Springer. ISBN 4431701877